# Władysław Klimek
Władysław Klimek (ur. 24 sierpnia 1899 w Pływaczewie, Ziemia chełmińska; zm. 19 października 1939 w Łopatkach) – ziemianin, samorządowiec oraz poseł na Sejm Rzeczypospolitej Polskiej V kadencji. Ojciec prawnika i pisarza Henryka Klimka.

## Życiorys
Pochodził z rodziny ziemiańskiej, która od kilku generacji żyła w Pływaczewie. Rozpoczął naukę w Średniej Szkole Rolniczej w Malborku. Naukę zawodu przerwał wybuch  I wojny światowej.  16 czerwca 1917 został zmobilizowany do służby w Armii Cesarstwa Niemieckiego. Przez osiem miesięcy brał udział w walkach na froncie zachodnim. 1 listopada 1918 roku dostał się w północnej Francji do niewoli angielskiej. Przebywał obozach dla jeńców w Abbeville i Calais do 17 marca 1920 roku. Po powrocie do korytarza polskiego zgłosił się jako ochotnik do Wojska Polskiego, następnie odbył służbę w 63 pułku piechoty w Twierdzy Toruń. Wziął  udział w wojnie polsko-bolszewickiej, za co został odznaczony Medalem Pamiątkowym za Wojnę 1918-1921. Poza tym współorganizował zbiórkę pieniędzy na zakup koni dla Wojska Polskiego, które zostały przekazane dla 63 Toruńskiego pułku piechoty. Podczas służby wojskowej w Toruniu poznał narzeczoną Wandę Wiśniewską - sakrament małżeństwa zawarli w 1929 roku.
W  okresie międzywojnia zaangażował się w  działalność społeczną w regionie ziemi chełmińskiej. Założył Ochotniczą Straż Pożarną w Pływaczewie. W latach od 1932 do 1939 był członkiem Rady Nadzorczej Banku Ludowego, natomiast od 1932 roku zajmował urząd wójta gminy Stary Zieleń, a w okresie od 1935 do 1939 był wójtem Kowalewa Pomorskiego. Był także członkiem w Wydziale Powiatowym w Wąbrzeźnie, w Związku Plantatorów Tytoniu, w Polskim Towarzystwie Gimnastycznym „Sokół”, w Polskim Związku Zachodnim, Związku Ludowo-Narodowym, Stronnictwie  Chrześcijańsko-Rolniczym,  a  także w  Bezpartyjnym Bloku Współpracy z Rządem (BBWR) oraz Obozie Zjednoczenia Narodowego (Ozon).
W drugiej połowie 1938 roku stanął jako kandydat w wyborach parlamentarnych do Sejmu z okręgu 101 Toruń jako wiceprezes Zarządu Powiatowego Bezpartyjnego Bloku Współpracy z Rządem. Władysław Klimek kandydował  jako bezpartyjny z listy Obozu Zjednoczenia Narodowego (Ozon). Jako poseł Sejmu V kadencji włączył się do prac parlamentarnych Komisji  Pracy, Komunikacji oraz Zespołu Rolniczego. Opublikował również około 25 artykułów na temat poprawy efektywności gospodarki rolnej, plantacji tytoniu oraz spraw samorządowych. Za działalność społeczną otrzymał od premiera Felicjana Sławoja Składkowskiego brązowy Krzyż Zasługi.
Władysław Klimek prowadził w Pływaczewie gospodarstwo rolne o powierzchni 50 hektarów. W rodzinie Klimków urodziło się sześcioro dzieci: Lech, Bogdan, Janusz, Henryk, Rita oraz Roman. Kiedy 1 września 1939 wybuchła II wojna światowa Władysław Klimek udał się do Warszawy, aby wziąć jako poseł udział w nadzwyczajnej sesji Sejmu. Pociąg, którym wracał do Pływaczewa został zbombardowany przez Luftwaffe. Do domu powrócił schorowany dopiero 7 października.
Podczas przygotowań do Intelligenzaktion na Pomorzu został zaliczony do „politycznej elity”, zaś jego nazwisko umieszczono na liście proskrypcjnej. 16 października został aresztowany przez funkcjonariuszy Selbstschutzu, którzy pojawili się w jego majątku. Początkowo obiecano mu, że wróci do domu po przeprowadzeniu rutynowego przesłuchania jeszcze tego samego dnia. Więziono go w budynku byłej fabryki Polskiego Przemysłu Gumowego (PPG) w Wąbrzeźnie, w której mieścił się obóz przejściowy dla przesiedleńców. W nocy z 18 na 19 października 1939 został rozstrzelany na terenie piaskowni w Łopatkach.

## Ku pamięci
Z inicjatywy syna Henryka Klimka otwarto w dniu 24 kwietnia 2015 w Pływaczewie Izbę Pamięci im. Władysława Klimka.

## Odznaczenia
- 1928: Medal Pamiątkowy za Wojnę 1918–1921
- 1938: Brązowy Krzyż Zasługi